# Associació de Futbol de Papua Nova Guinea
L'Associació de Futbol de Papua Nova Guinea, també coneguda per les sigles PNGFA (en anglès: Papua New Guinea Football Association) és l'òrgan de govern del futbol a l'estat de Papua Nova Guinea. Va ser fundada l'any 1962 i està afiliada a la Confederació de Futbol d'Oceania (OFC) i a la Federació Internacional de Futbol Associació (FIFA) des de 1966.
La PNGFA és la responsable d'organitzar el futbol de totes les categories i les respectives seleccions nacionals, incloses les de futbol femení, futbol sala, futbol platja i la Selecció de futbol de Papua Nova Guinea.
La National Soccer League és la principal competició de lliga. Va ser creada l'any 2006 i la disputen deu equips.
La Papua New Guinea FA Cup, creada l'any 1988', és la principal competició per eliminatòries.